# いわき七夕まつり
いわき七夕まつり（いわきたなばたまつり）は、福島県いわき市平で、毎年8月6日から8日にかけて行われる七夕祭りである。2019年に「平七夕まつり」から改称された。

## 概要
祭り当日は、いわき駅周辺の平商店街を中心に多数の露店が並ぶ。車道は閉鎖され、歩行者天国となり賑わいを見せる。商店街の各店舗や幼稚園、学校などが合計約250基の笹飾りを展示し、投票により最優秀賞や優秀賞などを決める取り組みも行われている。
現在では、期間中にいわき市青年じゃんがら大会（じゃんがら念仏踊り大会）や最終日の8日夕方から夜にかけてはいわきおどりが開催されている。じゃんがら大会は、市内の青年会を中心に、祭り会場に数箇所あるステージで、平の伝統芸能であるじゃんがら念仏踊りを踊る大会である。2010年の開催で第40回大会となった。
その他、フラダンスショーやストリートライブ、フリーマーケットなど様々なイベントが催される。

## いわきおどり
いわき駅前大通りで参加者が一斉に踊り始める、いわきの夏の風物詩である。三木稔が作曲を担当。リズムはじゃんがら念仏踊りから取っている。1981年から毎年行われており、近年では平七夕まつりの最終日に実施されている。毎年1万人以上の人々が踊りに参加、見物客は計7万人以上にのぼる。平七夕まつりで最も活気があり混雑するイベントである。事前にグループで申し込んでおけば誰でも参加することができ、参加者は一般チームや企業チーム、学生チームなどで数十人単位のグループを作り参加する。またいわきおどりで交通規制がかかる道路はいわき駅前大通りとなっており、それまでの七夕祭りの歩行者天国の範囲にさらにプラスして規制がかかるので注意が必要である。
いわきおどりは、平で行われる本大会の事前に市内各地で支部大会が行われる。勿来、四倉、常磐、小名浜の各地で行われ参加者数は各大会1000～3000人ほど、入り込み客数は15000～40000人ほどとなっている。

## 歴史
大戦景気最中の1919年（大正8年）1月29日、宮城県仙台市に本店を置く七十七銀行が、福島県石城郡平町（現・いわき市平）に支店を出した。この平支店が同年夏に仙台七夕にならって七夕飾りを始めると、周辺の商店街でも七夕祭りを始めた。これが当祭の始まりとされている。
仙台では戦後恐慌、関東大震災後の震災不況、昭和金融恐慌による停滞感を跳ね返そうと、1927年（昭和2年）に商店街が華やかな七夕飾りを始めた。翌1928年（昭和3年）の東北産業博覧会で七夕飾りのコンクールが開催されると華麗な飾り付けが創出され、仙台七夕は一変した。ここに1930年（昭和5年）、東北帝国大学（現・東北大学）出身の医師・難波睦が平の自宅に医院を開業し、仙台七夕にならって自宅前に飾り付けを行った。それまでの平七夕まつりは短冊に願い事を書いて笹につるし飾るというシンプルなものばかりだったが、難波医師の仙台を参考にした飾り付けが評判となり、それを聞いた商店街が翌年から本格的に飾り付けを行うようになった。
昭和初期にはじゃんがら念仏踊り大会の前身である「じゃんがらコンクール」が始まり、1962年（昭和37年）より平七夕まつりと同開催となった。
また1981年（昭和56年）にはいわき市制15周年を記念して｢いわきおどり｣を発表。当初は平七夕まつりとは別日程で行われていたが、2006年（平成18年）より祭りの最終日に組み込まれている。｢気軽に参加できる踊り｣をコンセプトに今日まで多くの市民に親しまれている。
1998年（平成10年）から七夕飾りの飾り付けコンクールが始まり、1999年（平成11年）には市内の幼稚園が制作した笹飾りが、2001年（平成13年）には協賛企業による笹飾りが開始された。
2009年（平成21年）の開催で90周年となり、かつてよく見られた造形飾りを復活させるなどのイベントを行った。
2019年（令和元年）、「いわき七夕まつり」に改称された。
2020年（令和2年）は新型コロナウイルス感染症拡大のため中止された。
2021年（令和3年）6月8日、実行委員会は、コロナ感染拡大のため、前年に続きこの年の開催も中止すると発表した。

## 客数・参加者数
近年の平七夕まつりの入り込み客数は45万人前後だが2006年が48万人、2007年が39万人と天候の影響などで年によってばらつきがある。いわきおどりの客数は毎年7万5000人前後、参加者数は1万人超、参加チーム数は約150団体となっている。

## 画像

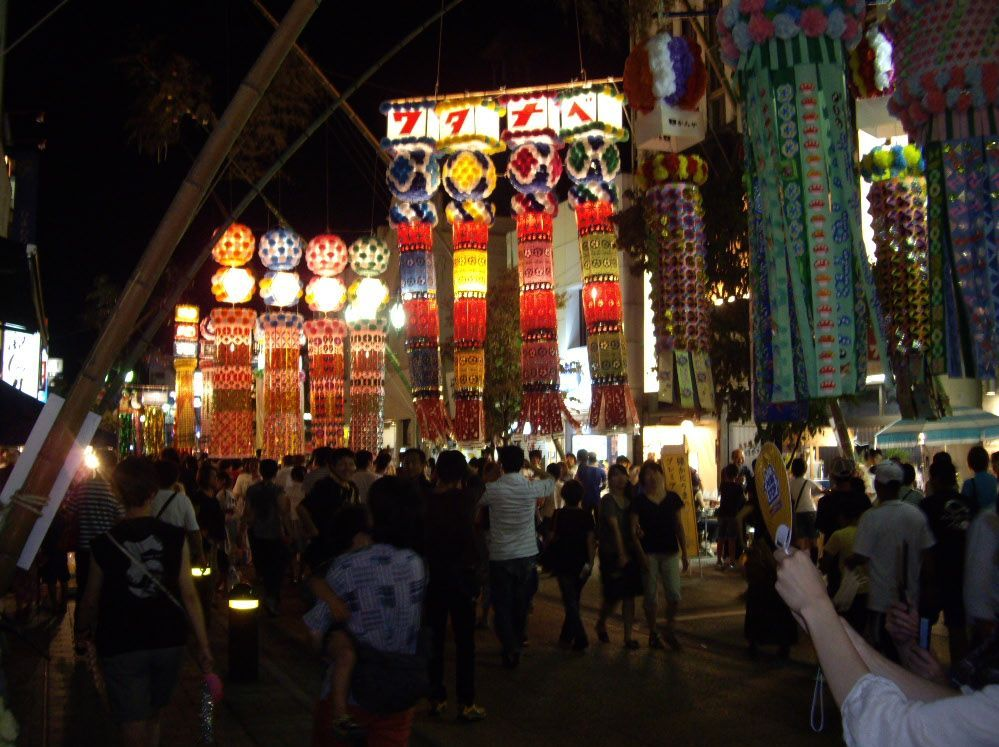
夜の二町目付近
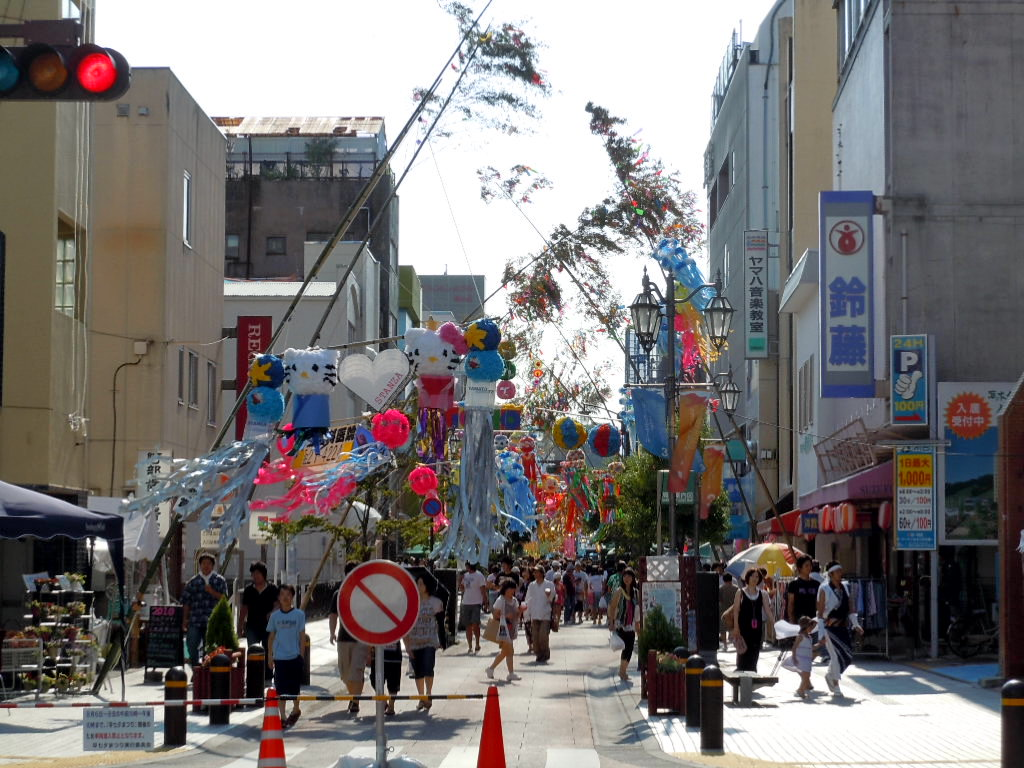
三町目付近
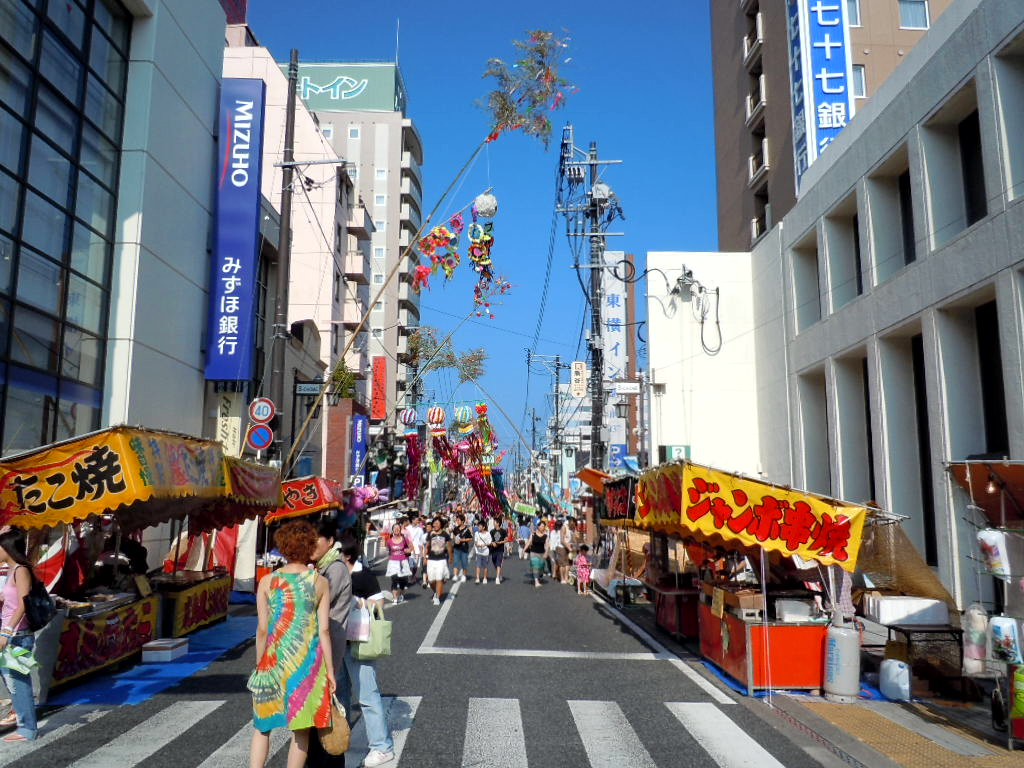
三町目～四町目付近
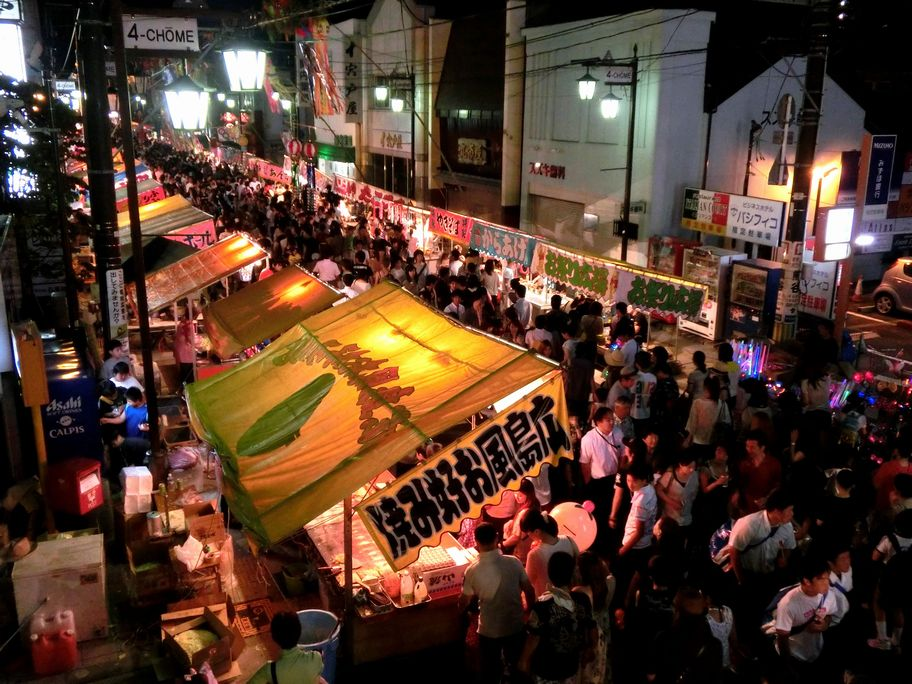
夜の四町目付近
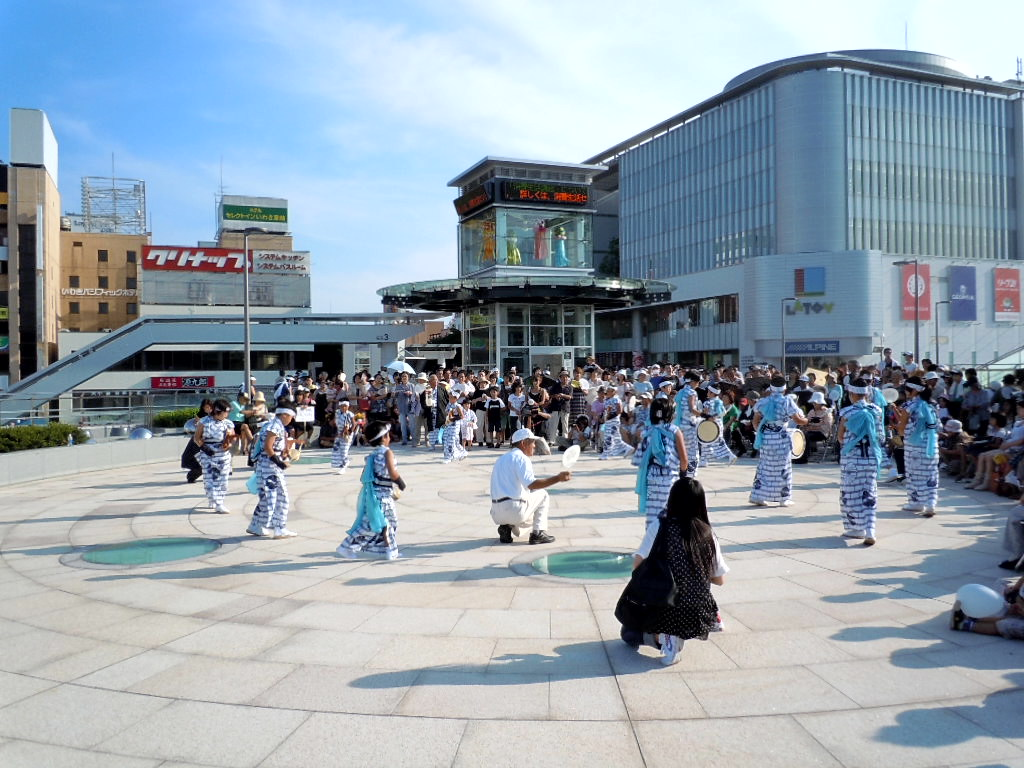
じゃんがら踊り大会 その1
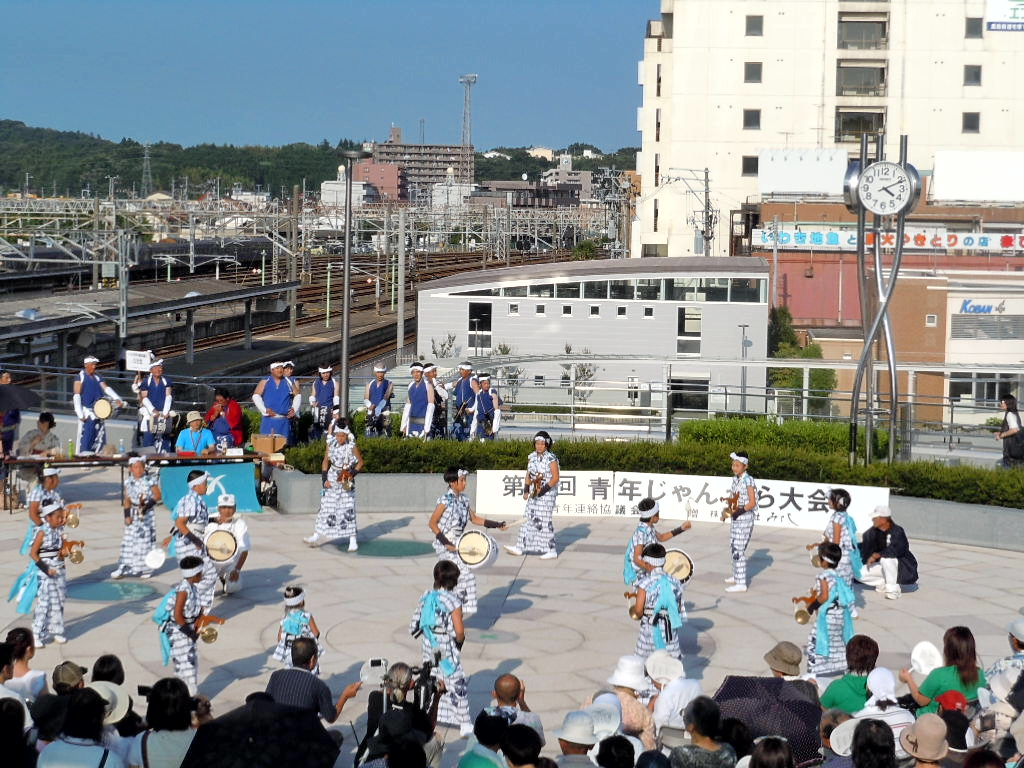
じゃんがら踊り大会 その2
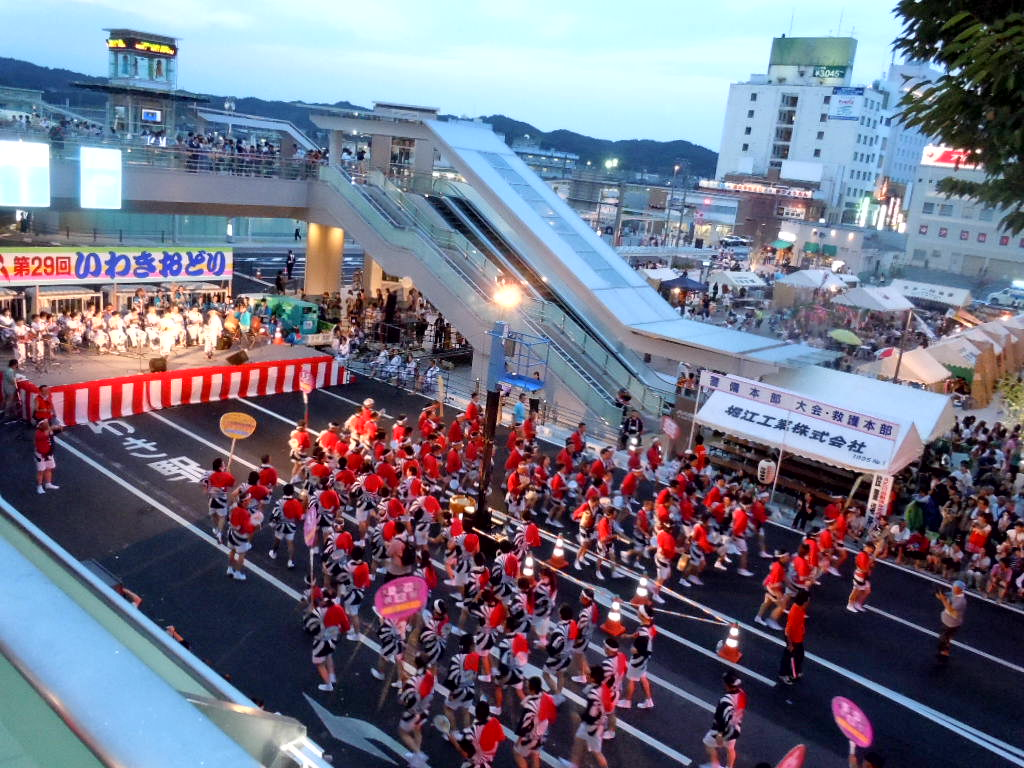
いわきおどり その1
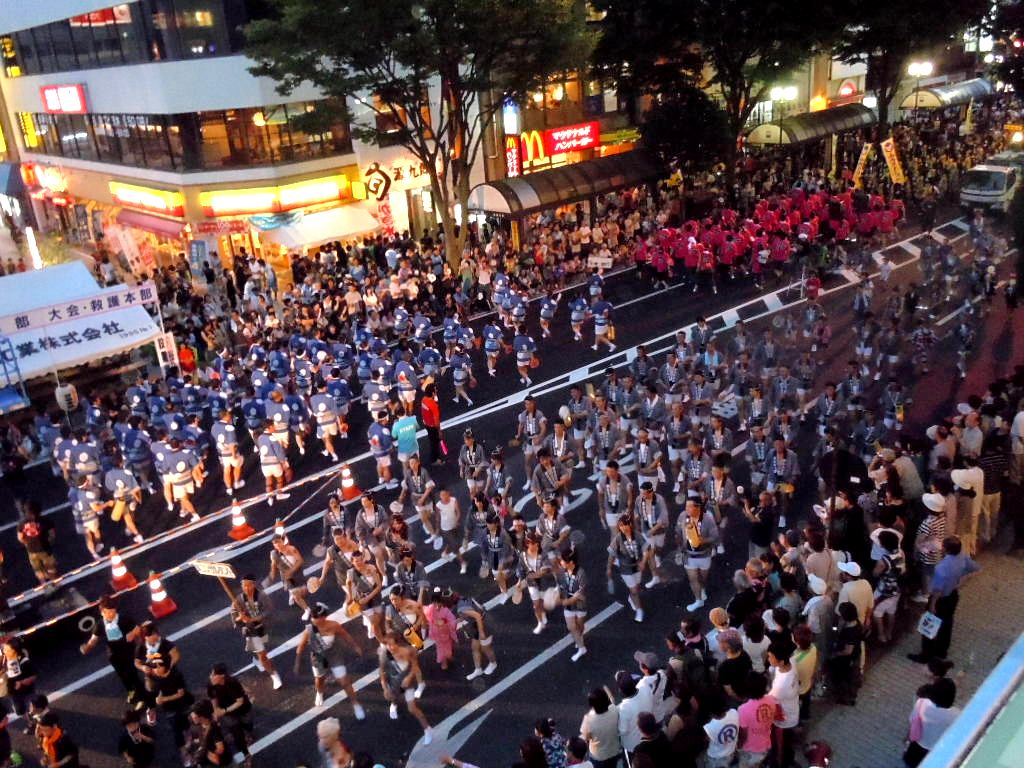
いわきおどり その2